# Moisei Altman
Moisei Altman (născut Moișe ori Moses; în idiș ‏משה אַלטמאַן; în rusă Моисей Альтман; n. 8 mai 1890, Lipcani, Basarabia, Imperiul Rus – d. 21 octombrie 1981, Cernăuți, RSS Ucraineană, URSS) a fost un scriitor de proză evreu român, ulterior sovietic din Basarabia, ale cărui lucrări au fost în limba idiș.